# 2250 Стаљинград
2250 Стаљинград (енгл. 2250 Stalingrad) је астероид главног астероидног појаса са средњом удаљеношћу од Сунца која износи 3,186 астрономских јединица (АЈ).
Апсолутна магнитуда астероида је 11,5.